# Sillaginidae
Sillaginidae é uma família de peixes da subordem Percoidei, superfamília Percoidea.

## Géneros
Classificam-se 31 espécies em 3 géneros:
- Género Sillaginodes
  - Sillaginodes punctatus (Cuvier, 1829).

- Género Sillaginopsis
  - Sillaginopsis panijus (Hamilton, 1822).

- Género Sillago
  - Sillago aeolus (Jordan y Evermann, 1902)
  - Sillago analis (Whitley, 1943)
  - Sillago arabica (McKay & McCarthy, 1989)
  - Sillago argentifasciata (Martin & Montalban, 1935)
  - Sillago asiatica (McKay, 1982)
  - Sillago attenuata (McKay, 1985)
  - Sillago bassensis (Cuvier, 1829)
  - Sillago boutani (Pellegrin, 1905)
  - Sillago burrus (Richardson, 1842)
  - Sillago chondropus (Bleeker, 1849)
  - Sillago ciliata (Cuvier, 1829)
  - Sillago flindersi (McKay, 1985)
  - Sillago indica (McKay, Dutt & Sujatha, 1985)
  - Sillago ingenuua (McKay, 1985)
  - Sillago intermedius (Wongratana, 1977)
  - Sillago japonica (Temminck & Schlegel, 1843)
  - Sillago lutea (McKay, 1985)
  - Sillago macrolepis (Bleeker, 1859)
  - Sillago maculata (Quoy and Gaimard, 1824)
  - Sillago megacephalus (Lin, 1933)
  - Sillago microps (McKay, 1985)
  - Sillago nierstraszi (Hardenberg, 1941)
  - Sillago parvisquamis (Gill, 1861)
  - Sillago robusta (Stead, 1908)
  - Sillago schomburgkii (Peters, 1864)
  - Sillago sihama (Forsskål, 1775)
  - Sillago soringa (Dutt and Sujatha, 1982)
  - Sillago vincenti (McKay, 1980)
  - Sillago vittata (McKay, 1985)